# François Gabas
Pour les articles homonymes, voir Gabas.
François Gabas, né le 20 juin 1910 à Urdos (Basses-Pyrénées) et mort le 28 août 1991 à Saint-Gaudens (Haute-Garonne), est un homme politique français.

## Détail des fonctions et des mandats
Mandat parlementaire
- 15 novembre 1970 - 1er avril 1973 : Député de la 6e circonscription de la Haute-Garonne